# 克里斯·杜蘭
克里斯·杜蘭（英語：Kris Doolan；1986年12月11日—）是一位蘇格蘭足球運動員。在場上的位置是前鋒。他現在效力於蘇格蘭足球超級聯賽球隊巴特里足球俱樂部。他也代表蘇格蘭各級青年國家足球隊參賽。

## 外部連結
- 足球数据库：Kris Doolan的球员统计数据
- 足球数据库：Kris Doohlan, Soccerbase error的球员统计数据
- 足球数据库：Doolan, Soccerbase error的球员统计数据